# Anna Vögtlin

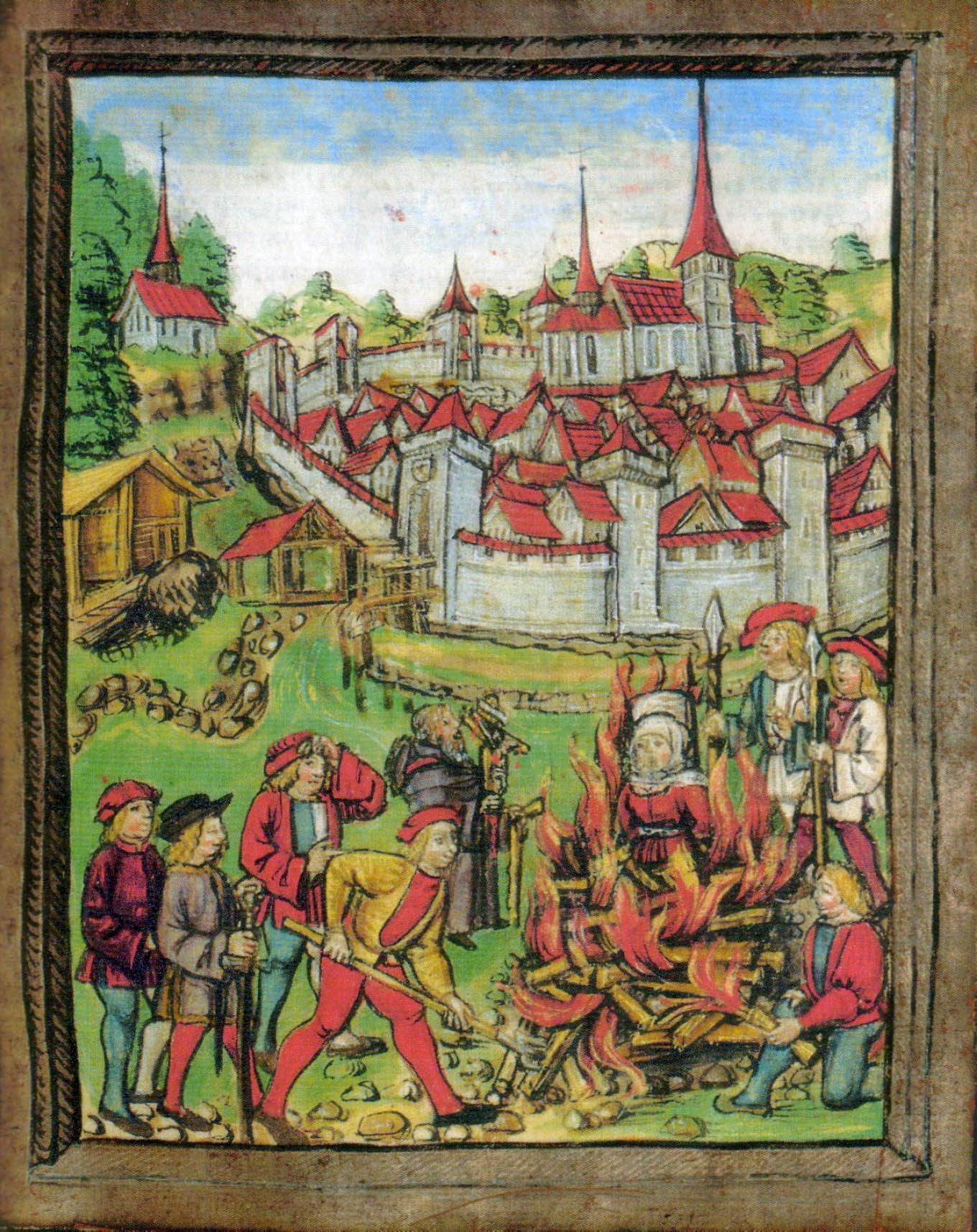
Anna Vögtlin bränns på bål i Willisau år 1447.

Anna Vögtlin, död 1447, var en schweizisk tiggare som avrättades för satanspakt och vanhelgande av hostian. 
Hon beskrivs som en kringvandrande tiggare. 
Hon arresterades i Triengen nära Luzern och anklagades för att ha stulit en hostia från kyrkan i Bischoffingen. Hon bekände att hon hade mött en man som hade lärt henne en ramsa som skulle ge henne makt över andra, och gett henne en hjälpare vid namn Lux. Hon hade inte förstått att hon därigenom slutit en pakt med Satan. Hon hade därefter vid flera tillfällen stulit hostior åt honom. Hon brändes på bål. 
Fallet var uppmärksammat på sin tid, då häxprocesser vid denna tid var något ovanligt, och blev föremål för pamfletter och flygblad. 